# グレープフルーツムーン (夏川椎菜の曲)
「グレープフルーツムーン」は、夏川椎菜の楽曲。クラムボンのミトが作曲を手掛けた。夏川のデビューシングルとして2017年4月5日にミュージックレインから発売された。

## シングルリリース
TrySailのメンバーである夏川椎菜のソロデビューシングルとして、2017年4月5日にミュージックレインから発売された。初回生産限定盤・通常盤の2形態で発売され、初回生産限定盤にはミュージック・ビデオを収録したDVDが同梱された。また同日より、音楽配信も行われている。
カップリングには「Daisy Days」及び「gravity」が収録されている。「Daisy Days」は夏川の最初のオリジナル曲で、歌詞に夏川らしい言葉が使われており、元気なだけでなく弱気なこともある部分も含めた、等身大の夏川自身に近いイメージの楽曲。一方で「gravity」は力強さを前に出すような楽曲になっている。これらの制作の中で、ユニットやキャラクターソングとは違って1人だけで曲を完成させなければならないということにプレッシャーを感じるあまり、プリプロでは力が入りすぎてしまって上手くいかず、前述のように自信を失うきっかけとなっており、またライブで先に披露していたため、それ以上のものにしようとしてレコーディングに臨んだが、その際に"ムリせずナチュラルに歌うのがいいんじゃない"と助言されたことでそれまでの印象と違ったものになったという。

## 背景・音楽性
表題曲の「グレープフルーツムーン」は、爽やかなメロディに柑橘類のような甘酸っぱいがほろ苦い歌詞を乗せた楽曲。歌詞では"キミとボク"、"きみとぼく"、"君と僕"と3通りの表記で過去、現在、未来を表しており、変化していく2人の関係を歌った、絵本のように情景が浮かびやすい曲になっている。デモ音源を聴いた際は、"こういう歌が歌いたかった"という印象を持ったと語っている。
作曲を手掛けたクラムボンのミトは、本曲の発表と同年の2017年に発売されたTrySailの「オリジナル。」の作曲を務めており、その制作の際に夏川のポテンシャルに感銘を受け、ソロ活動の際には楽曲提供したいと申し出たことが担当のきっかけとなった。
カップリングに収録されている「Daisy Days」及び「gravity」は、2016年11月から2017年2月にかけて開催されたTrySailのライブツアー「TrySail First Live Tour “The Age of Discovery”」用のソロ曲として制作された。この過程でプリプロを行った際に"自分の歌の世界を考えて作り上げていくこと"に悩み自信を失っていたため、ソロデビューを打診された際には躊躇し、決断した際も不安だらけだったが、夏川の出身地でもある千葉で2017年1月21日に開催された同ツアーの公演でソロデビューを発表し、そこで喜ぶファンの姿を見たことで、肩の荷がおりて楽しみになったという。

## アートワーク、ミュージック・ビデオ
ジャケットはシンプルなデザインとなっており、初回生産限定盤では楽器と月を掛け合わせた背景を背に夏川が立つジャケット、通常盤は月を背にした夏川がレコードを持ち、その穴から見える黄色い衣装が月のようにも見えるジャケットとなっている。
ミュージック・ビデオは絵本のような世界観となっていて、現実世界とボードゲームの世界の2つのシーンから構成されている。前者の衣装はジャケットと共通で、ボードゲームのコマは後者のシーンの衣装を模して作られたりと、世界観の繋がりを意識して制作された。また、夏川らしい「隠し要素」も入れられている。

## シングル収録曲
| #         | タイトル                   | 作詞      | 作曲・編曲        | 時間  |
| --------- | -------------------------- | --------- | ----------------- | ----- |
| 1.        | 「グレープフルーツムーン」 | 坂井竜二  | ミト (クラムボン) | 4:33  |
| 2.        | 「Daisy Days」             | 谷口尚久  | 白戸佑輔          | 4:45  |
| 3.        | 「gravity」                | 深川琴美  | Kon-K             | 4:02  |
| 合計時間: | 合計時間:                  | 合計時間: | 合計時間:         | 13:20 |

## チャート
| チャート（2017年）                | 最高位 |
| --------------------------------- | ------ |
| オリコン                          | 7      |
| Billboard JAPAN Hot 100           | 38     |
| Billboard JAPAN Hot Animation     | 10     |
| Billboard JAPAN Hot Singles Sales | 8      |